# Kabaret OTOoni
Kabaret OTOoni – kabaret pochodzący z Wrocławia. Powstał w 2004 roku. Tworzy go grupa przyjaciół w składzie: Hanna Misiak, Maciej "Wiśnia" Wiśniewski, Karol Lis, Artur "Liti" Zuba, Tomasz "Młody" Zuba i Piotr Rudnicki. Każdy z członków kabaretu jest inny, ale tworzą nierozłączny zespół. OTOoni mają na swoim koncie dwa programy: "Pierwszy (a zarazem drugi, trzeci i czwarty)" oraz "Niezła sztuka".
Zdobyte nagrody: wyróżnienie na wrocławskich eliminacjach FAMy w 2006 i 2007, 2009; Nagroda Indywidualna na Szpaku 2008; Nagroda Publiczności na Fazie 2009. 
Kabaret OTOoni uczestniczył w projekcie „Wieczornych Kabaretów Cykanie - WKC”, a aktualnie współtworzy „Poligony Kabaretowe” oraz „Kameralną Wielką Improwizację Kabaretową – KWIK”.